# Томаш Бійос
Томаш Бійос (пол. Tomasz Błażej Byjos, 1 березня 1968, Сосновець) — польський спортсмен, який досяг успіхів у карате та джиу-джитсу.

## Біографія
Томаш Бійос народився 1 березня 1968 року в Сосновці (Польща) З дитинства мешкає в Стжемієшицях Великі (нині район Даброви-Гурничай).
У 1979 році разом із братом-близнюком Анджеєм розпочав тренування з карате стилю кіокушин. З 1984 року перейшов на Shotokan у клубах KS Zagłębianka Dąbrowa Górnicza та Górnik Wojkowice, пізніше в AZS UW під керівництвом Лешека Древняка.
Закінчив Вроцлавський університет фізичного виховання, здобувши професійну кваліфікацію тренера карате.

## Спортивна кар'єра

### Карате і джиу-джитсу
Багаторазовий призер чемпіонатів Польщі з карате і джиу-джитсу, шестикратний медаліст чемпіонатів світу з карате, неодноразовий призер міжнародних турнірів у куміте та ката.
У лютому 2014 здобув 6-й дан Shotokan (комісія: G. Beghetto, W. Antoniak, Z. Wojtkowiak, T. Wójcik) та 3-й дан Кобудо.

### Представництва
Представник Польщі у WTKA Europe та SKDUN. Брав участь у 31-му чемпіонаті світу SKDUN (Белград, 2024), де здобув золоту медаль у командному куміте ветеранів.

## Тренерська та суддівська діяльність

### Клуб «RONIN»
Співзасновник (1992—Bushi; з 1996—RONIN) і головний тренер клубу «RONIN» у Даброві-Гурничай. У 2002 обраний найкращим тренером Європейського чемпіонату Shotokan у Франкфурті.
Під його керівництвом вихованці здобули понад 3000 медалей (з них понад 200 на чемпіонатах Європи та світу).

### Суддівство
Від 2008 року має ліцензію міжнародного судді в WTKA та WTFSKF.

## Інструкторський склад
У «RONIN» веде також тренувальні групи для дітей, дорослих, спортсменів та осіб з інвалідністю (распис). Є головним інструктором Kobudo 3 дан.

## Відзнаки
- «Dąbrowianin Roku 2002» (2003).
- «Srebrne Strzemię» за популяризацію рідного міста (2003).